# 慈憲夫人
慈憲夫人（12世纪—13世纪），全姓，名不詳，兩浙東路山陰縣沙港口人（今寧波市洞橋鎮沙港村），榮王趙希瓐夫人，宋理宗生母，父全大節，母南陽郡夫人王氏，姪孫女為宋度宗皇后全氏。

## 生平
全氏出生時有異兆，家門外突然有一隻大蛇盤據於大樹之間，其父全大節仔細觀看後發現，大蛇長有兩小角。正當感到相當驚奇的全大節入內召人來驅蛇時，全氏就此誕生，而大蛇已經消失。
全氏長大後，嫁趙匡胤次子趙德昭後人趙希瓐，但由於宋帝位一向並非由趙德昭這一脈後人繼承，趙希瓐已與皇室血緣十分疏遠，而他在生時並沒有任何封爵，只當過小官，故趙希瓐與全氏生活與平民夫妻無異。全氏後來生趙與莒及趙與芮兩子。趙與莒七歲時，趙希瓐逝世，全氏帶兩子返娘家紹興，三母子在當保長的兄長家寄居，一直到趙與莒十六歲。
宋寧宗因八名親生子皆幼年夭折，故立其堂姪趙珣為太子，趙珣於廿八歲時英年早逝，寧宗改立沂王赵竑為太子，沂王王位於是懸空，寧宗命宰相史彌遠找尋品行端正的宗室過繼給沂王，繼承王位，而史彌遠將此任務交了其幕僚余天錫。余天錫回鄉應考科舉，途經紹興遇著大雨，在全保長家中避雨，於是認識了全氏及趙與莒兄弟。余天錫知趙與莒兄弟為趙氏宗族，也覺得兄弟二人行為得體，認為是合適人選繼承沂王，故向史彌遠推薦。史彌遠接兩兄弟往臨安親自考量，也認為兄長趙與莒為繼承沂王的合適人選，故於嘉定十四年（1221年）將趙與莒選入宮內，賜名贵诚，繼承沂王王位。
太子赵竑一向不滿史彌遠專權，聲言繼位後立即要貶抑史彌遠，史彌遠立心去另立新君。嘉定十七年(1224年)，宋宁宗駕崩，史弥远聯同楊皇后假傳寧宗遺詔，废太子赵竑為濟王，立沂王趙貴誠為新帝，是為宋理宗。
宋理宗登基後，追封亡父趙希瓐為榮王，全氏亦成為榮王夫人。但理宗只尊宋寧宗皇后楊氏為皇太后，生母全氏並無尊封。宋理宗長年無子，遂以姪子趙禥為皇太子。當朝中在議立皇太子妃的人選時，以慈憲夫人之故，選其姪孫女為妃。此后正史再無全氏之記載。谥号为荣文恭王夫人。

## 家族
- 曾祖：全安民，特贈太保、追封唐國公
- 曾祖母：邊氏，追封唐國夫人
- 祖：全份已，贈武翼郎、特贈太傅、追封豫國公
- 祖母：單氏，贈恭人、追封豫國夫人
- 父：全大節，贈慶遠軍節度使、特贈太師、追封徐國公
- 母：王氏，追封南陽郡夫人、徐國夫人
- 伯：全思聰，贈忠訓郎、潭州觀察使
- 伯母：王氏，贈安人、碩人
- 伯：全大中，贈宣教郎、銀青光祿大夫
- 伯母：陳氏，贈安人、高平郡夫人
- 兄：全純夫，贈和州防禦使、保寧軍節度使
- 嫂：趙氏，贈令人、淑人
- 堂弟：全昭孫，終官武翼郎、追封金紫光祿大夫
- 弟婦：趙氏，孺人、追封新興郡夫人